# Cecília Supico Pinto
Cecília Maria de Castro Pereira de Carvalho Supico Pinto ComB • GOB (Lisboa, Mártires, 30 de Maio de 1921 — Cascais, 25 de Maio de 2011), conhecida popularmente como Cilinha, foi a criadora e presidente do Movimento Nacional Feminino, uma organização de mulheres que durante a guerra colonial prestou apoio moral e material aos militares portugueses. Era esposa de Luís Supico Pinto, antigo ministro da Economia de Salazar

## Família
Era filha de Manuel António do Casal-Ribeiro de Carvalho (Lisboa, 2 de Maio de 1879 - Lisboa, 10 de Julho de 1958), sobrinho paterno do 1.º Visconde de Chanceleiros, neto paterno do 1.º Barão de Chanceleiros e neto materno do 1.º Conde de Casal Ribeiro, e de sua mulher (Lisboa, 15 de Abril de 1920) D. Maria do Carmo van Zeller de Castro Pereira (Sintra, 14 de Outubro de 1894 - Lisboa, 14 de Novembro de 1981), tia materna de Francisco Pinto Balsemão e neta paterna de D. Rodrigo Delfim Pereira.

## Biografia
Nasceu no segundo andar do número dez da Rua da Luta, na freguesia dos Mártires, em Lisboa. Foi a primeira de quatro filhas de uma família da alta burguesia financeira. Frequentou a Escola de Enfermagem de S. Vicente de Paula".
No cargo de criadora e presidente do Movimento Nacional Feminino, em 1961, atingiu grande popularidade e uma considerável influência política junto de Oliveira Salazar e das elites do Estado Novo. Visitou as tropas em África e promoveu múltiplas iniciativas mediáticas para angariação de fundos.
A 21 de Julho de 1966 foi feita Comendadora da Ordem de Benemerência e a 5 de Julho de 1968 foi elevada a Grande-Oficial da mesma Ordem.
O Movimento Nacional Feminino foi extinto após a Revolução dos Cravos e com o fim da Guerra Colonial.
Foi publicada em Janeiro de 2008 uma biografia de Cecília Supico Pinto, da autoria de Sílvia Espírito Santo.

## Casamento
Casou em Lisboa, em sua casa, freguesia dos Mártires e área da 6.ª Conservatória do Registo Civil, a 4 de Abril de 1945 com Clotário Luís Supico Pinto, então ministro da Economia, de quem não teve descendência. Tiveram por padrinho de casamento Pedro Teotónio Pereira.